# GCE Advanced Level

GCE Advanced Level 또는 A-Level은 영국 및 영국 연방의 대학입학시 필요한 자격이다.
Secondary school을 졸업하고 Year 12(만16세), Year 13(만17세)학년에 이 과정 준비를 하게 된다.
대한민국의 고3 ~ 대1 교양 과정에 해당된다고보면된다.

## 같이 보기
- 대학 입학 시험